# Romualdo
San Romualdo (c. 951-tradicionalmente 19 de junio, c. 1025/27) fue el fundador de la orden de los Camaldulenses y figura destacada en el "renacimento del ascetismo eremítico" del siglo XI.

## Biografía
Según la vita de Pedro Damián, escrito aproximadamente quince años después de la muerte de Romualdo, Romualdo nació en Ravena en el seno de la familia aristocrática Onesti. 
Se dice que de joven cayó en los placeres y pecados propios de un noble del siglo X. Después de ver a su padre, Sergius, matar a un oponente en un duelo, Romualdo a la edad de 20 años, se ve profundamente afectado y huye a la Basílica de San Apolinar en Classe. Tras unas dudas iniciales, Romualdo decidió hacerse monje allí. Guiado por el deseo de llevar una vida más estricta de la que encontró en aquella comunidad, tres años más tarde se hizo ermitaño en una isla remota de la región acompañado únicamente por otro monje de mayor edad, Marinus.
Habiendo conseguido aparentemente la reputación de santo, Pedro Orseolo, duce de Venecia, aceptó su consejo de hacerse monje, abdicando a su puesto, y huyendo de noche a Cataluña para recibir el hábito monástico. Romualdo y su compañero Marinus le acompañaron allí, estableciendo una ermita cerca del Monasterio de San Miguel de Cuixá a la cual perteneció Orseolo.

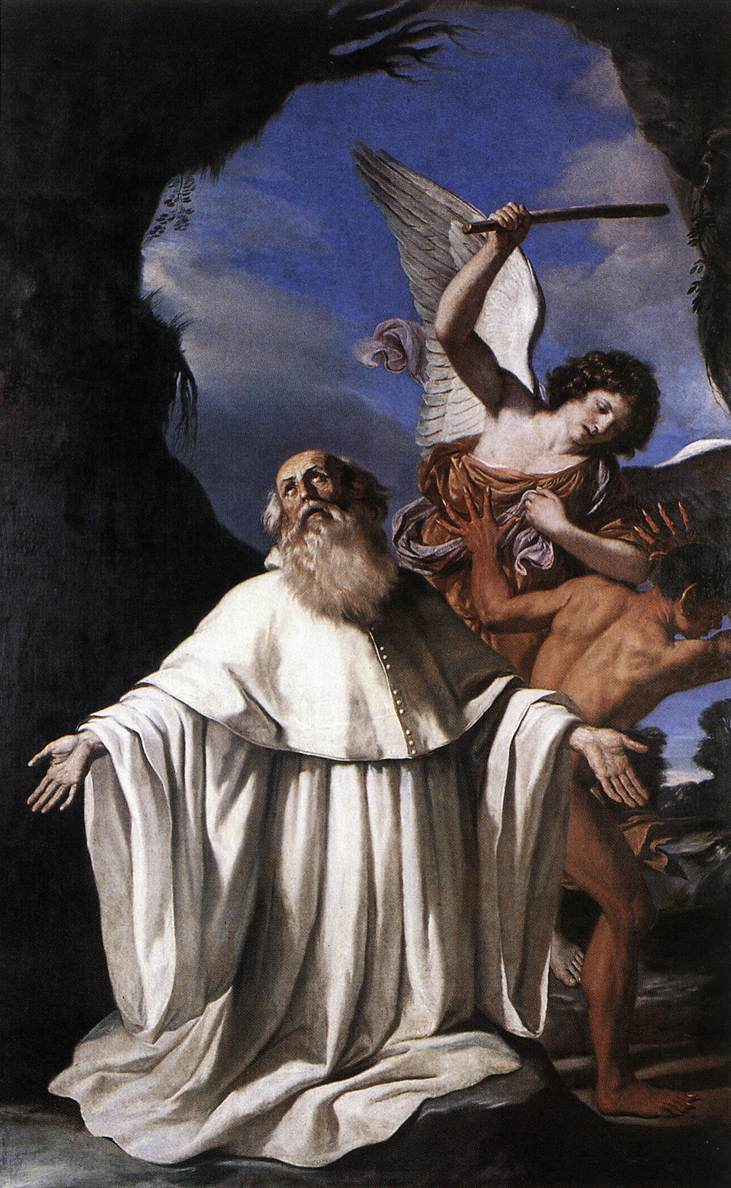
San Romualdo,
en la iglesia de San Romualdo, en Rávena, por Guercino, 1641.
Un ángel usa el bastón del abad para castigar al demonio, que toma la forma de una figura errante.
(Pinatoceca Comunale, Rávena).

En su juventud Romualdo conoció tres de la mayores escuelas de tradición monástica occidental. San Apolinar en Classe fue una orden tradicional Benedictina bajo la influencia de las reformas clúnicas. Marinus siguió un estilo mucho más duro, originario de los eremiticos irlandeses. El abad de San Miguel de Cuixá, Guarinus, también comenzó reformas pero principalmente basadas en la tradición cristiana de Hispania. Romualdo fue capaz de integrar estas diferentes tradiciones y establecer una orden monástica propia.
El emperador Otón III, amigo de Romualdo, le persuadió para que se hiciera cargo del puesto de abad de un antiguo monasterio para ver de arraigar en la zona una vida más dedicada. Sin embargo, los monjes se opusieron a sus reformas, lo que desembocó en la dimisión de Romualdo. Romualdo volvió a retirarse a la vida de ermitaño. Durante toda su vida se sintió atraído por el establecimiento de conventos, monasterios y ermitas a lo largo de Italia. Las más famosas fueron Fonte Avellana (aprox. 1012) en Marche y Camaldoli (aprox. 1023), en la Toscana, donde su fuerte carisma intimidó a Rainiero de Toscana, quien no fue capaz ni de enfrentarse con él ni de expulsarlo.  Romualdo fundó varios monasterios más incluyendo el monasterio de Val di Castro, donde falleció en 1027.
La festividad de Romualdo se fijó el 7 de febrero, el día en que sus reliquias fueron trasladadas por el Papa Clemente VIII en 1595. Su cuerpo está en la iglesia de los Santos Biagio e Romualdo en Fabriano, mientras que su brazo en un precioso relicario de plata, en la catedral de Jesús en el altar de San Biagio. En la reforma litúrgica de 1971 y con la autorización del Papa Pablo VI, la festividad se cambió al 19 de junio, fecha de su muerte.